# Callithomia lenea
Callithomia lenea är en fjärilsart som beskrevs av Pieter Cramer 1782. Callithomia lenea ingår i släktet Callithomia och familjen praktfjärilar. Inga underarter finns listade i Catalogue of Life.

## Bildgalleri

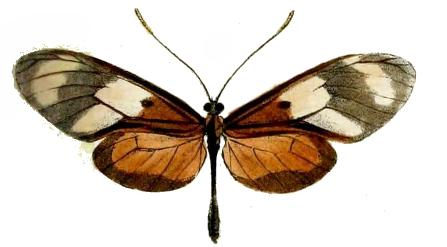
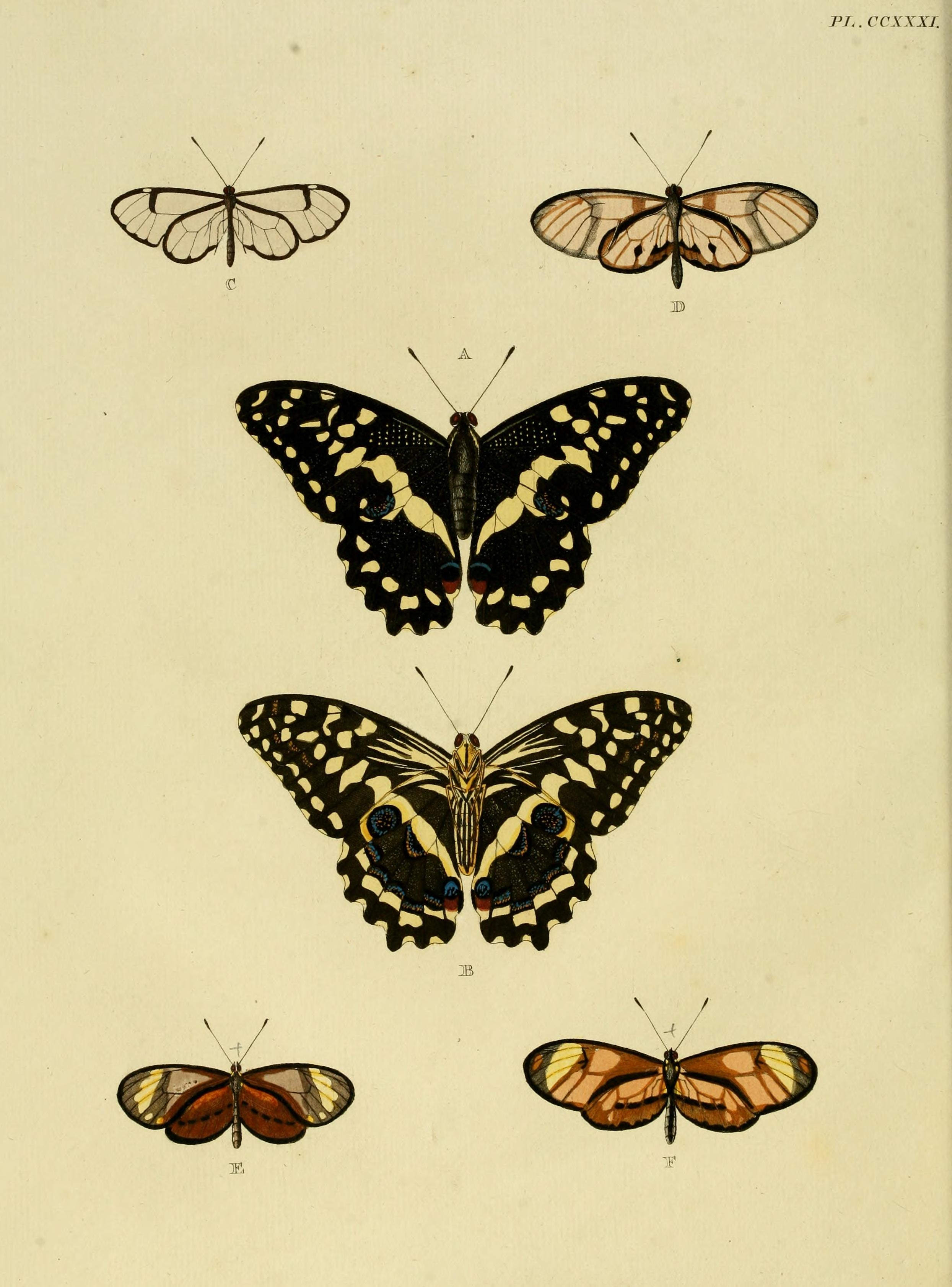
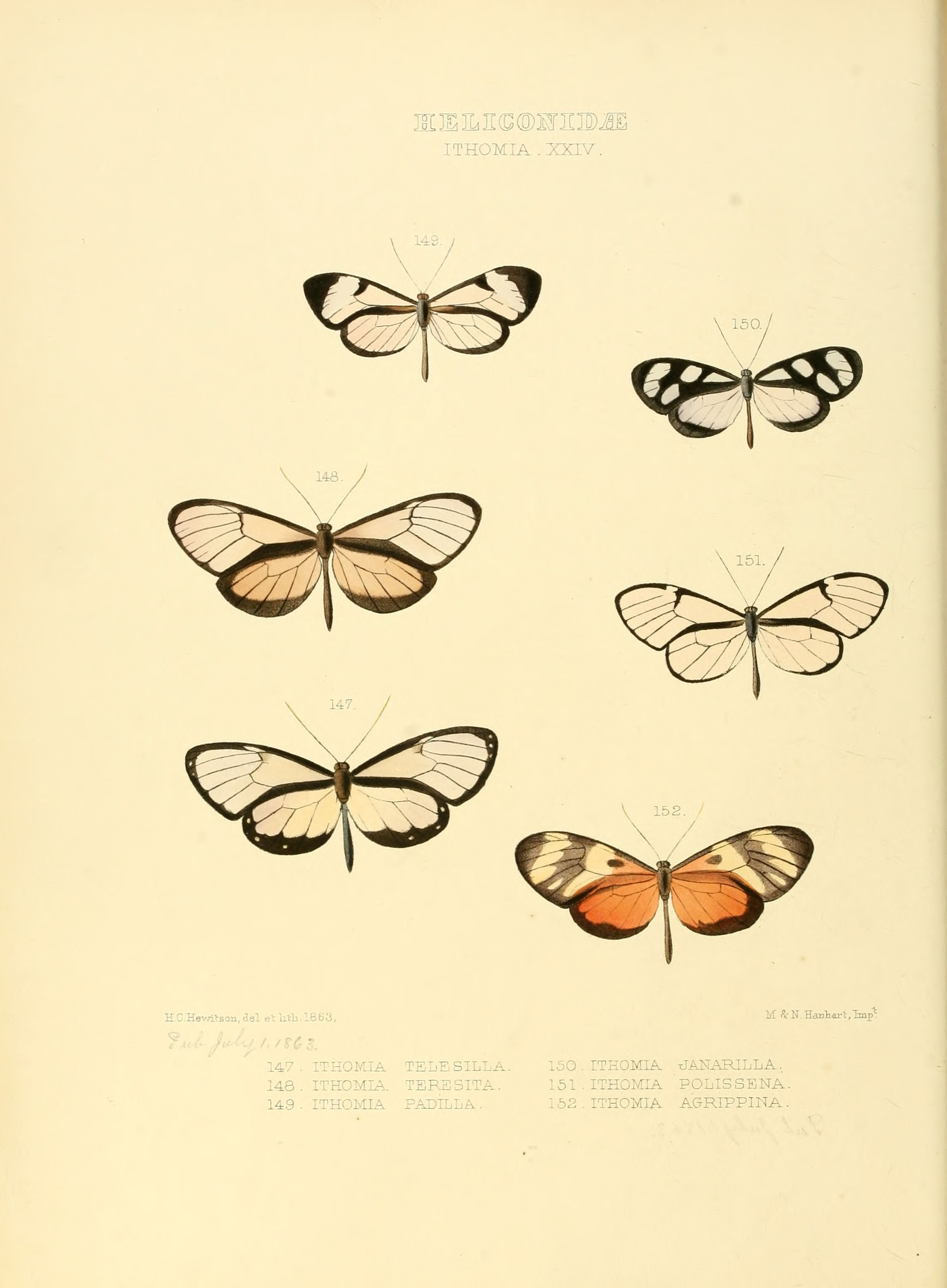